# Isla Inner Brass
La Isla Inner Brass (en inglés: Inner Brass Island) es una isla en el Territorio no incorporado de las Islas Vírgenes de los Estados Unidos en el norte de las Antillas Menores. Se ubica específicamente en la parte norte de la mucho más grande isla de St. Thomas (Santo Tomás) cerca de la Bahía Neltjeberg, al este de la isla Hans Lollik y el Cayo Pelican, y al sur de la isla Outer Brass. 